# ألكسندر دغتيريوف
ألكسندر دغتيريوف (الروسية: Дегтярёв, Александр Викторович) هو لاعب كرة قدم روسي في مركز الوسط، ولد في 7 سبتمبر 1983 في نوفوالكسندروفسك في روسيا. لعب مع ألانيا وأورالان إليستا وسيبير نوفوسيبيريسك.

## وصلات خارجية
- ألكسندر دغتيريوف على موقع قاعدة بيانات كرة القدم.إي يو (الإنجليزية)
- ألكسندر دغتيريوف على موقع Soccerway.com (الإنجليزية)